# ロバート・ウォーカー (1888年生の俳優)
ロバート・ウォーカー（Robert Walker, 1888年6月18日 - 1954年3月4日）は、アメリカ合衆国の俳優である。ロバート・D・ウォーカーやボブ・ウォーカー（Bob Walker）とクレジットされることもある。
1918年生まれで同姓同名の同国俳優ロバート・ウォーカーとの血縁関係はない。

## 略歴
1910年代はヒロインの相手役を務める二枚目役として、1920年代は西部劇で悪玉のボス役として活躍するなど、サイレント期からトーキーまで、200本以上の映画に出演する。しかしトーキーが主流となった1930年代以降はクレジットもされない端役での出演がほとんどとなる。

## 主な出演作品
- 間違い泥棒 Burglar By Proxy (1919)
- えんじと富 Rouge and Riches (1920)
- ショアー・エイカーズ Shore Acres (1920)
- イソベル Isobel, or the Trail's End (1920)
- 鉄挙王 Battling Brewster (1924)
- 高原の騎士 The Upland Rider (1928)
- 大北の掟 The Code of the Scarlet (1928)
- 西部鉄拳隊 The Fighting Legion (1930) ※トーキー